# Герб Поморского воеводства
Герб Поморского воеводства — официальный символ Поморского воеводства. Герб представляет собой стилизованное изображение чёрного грифона с поднятыми крыльями и с выступающим красным языком. Композиция расположена на щите золотого цвета. Дизайн герба был создан в 2002 году, несмотря на неодобрение Геральдической комиссии при Министерстве внутренних дел и руководства Поморского воеводства. Автор герба — Вавжинец Самп.

## История
В 2008 году, в целях повышения туристической привлекательности региона, было принято решение о разработке и производстве рекламной продукции, логотипов и иных рекламных материалов, относящихся к региону и составляющие его идентичность. Совет Поморского воеводства ввёл систему визуальной идентификации, содержащую изменённый дизайн герба. Коллегия воеводства без согласия парламента воеводства утвердила отредактированное положение о грифоне на щите и об оттенке самого герба. Этот вариант герба использовался вплоть до 2010 года.
Прототипом герба является фреска XVI века с изображением грифона, которая находится в пресвитерии Архиепископа Оливы.
Изображение чёрного смотрящего вправо грифона на золотом фоне считается гербом Кашубии. В 1999 году, то есть с момента вступления в силу нового административного деления Польши, район Кашубы стал частью Поморского воеводства, сформированного в то же время. Именно поэтому герб Кашубии с незначительными изменениями (на гербе Поморского воеводства грифон не коронован) выбран в качестве основы герба воеводства.
В 1999 году был объявлен конкурс на герб Поморского воеводства. Первоначальный дизайн герба сочетал в себе изображения орла с мечом, символ Пруссии и Гданьского Поморья, а также чёрного грифона, символа Кашубии. На мече располагался золотой щит с черным грифоном.

### Речь Посполитая
В 1454—1795 годах на гербе Поморского воеводства был изображён красный грифон на серебряном поле.

### Первая Польская Республика
«Красная голова грифона обращена вправо, композиция расположена на белом поле. Передние ноги сжаты, крылья расправлены вверх, язык высунут, грифона венчает золотая корона». Существовал спор, должен ли на гербе воеводства располагаться грифон, поскольку бывшая провинция Хелмно, чей герб представлял собой орла с мечом, также вошла в Поморское воеводство.

## Галерея
- Герб Поморского воеводства (Речь Посполитая)
- Герб Поморского воеводства (Вторая Польская Республика)
- Эскиз герба Поморского воеводства (2008—2010 годы)